# Valerie Pos
Valerie Pos (Amsterdam, 14 april 1996) is een Nederlandse actrice. Naast diverse bijrollen in films en televisieseries, was zij als hoofdrolspeelster te zien in onder andere Penny's Shadow (2011) en Nachtlicht (2013).
Pos is de dochter van de Nederlands filmproducent Hans Pos en de jongste zus van actrice Emilie Pos.

## Film
- 2002 Pietje Bell: Het zusje met de sproeten
- 2002 Spagaat: Simone's zus
- 2003 Pietje Bell 2: De Jacht op de Tsarenkroon: Leni
- 2008 Het wapen van Geldrop: Het jonge meisje
- 2009 Malpensa: Viviana
- 2010 De laatste reis van meneer van Leeuwen: Bassientje
- 2010 Foeksia de Miniheks: Murmeltje
- 2011 Penny's Shadow: Tess
- 2011 170 Hz: Caro
- 2012 Cop vs Killer: Chantal
- 2012 De Toegift: Dochter/Fan
- 2013 20 leugens, 4 ouders en een scharrelei: Lotte
- 2013 Het meisje aan de overkant: Isa
- 2013 Nachtlicht: Sarah
- 2016 Of ik gek ben: Metje
- 2017 Spaak: Rol onbekend

## Televisie
- 2006 Boks: Het kleine meisje Vesna
- 2011-2012 VRijland: Jip
- 2012 Flikken Maastricht: Sabien
- 2012 Dokter Tinus: Dewi Groeneveld
- 2012-2019 Komt een man bij de dokter: Dochter van Masselink
- 2013 Van Gogh; een huis voor Vincent: Adeleine Ravoux
- 2014 A'dam - E.V.A.: Ilse
- 2015 Goede tijden, slechte tijden: Carolien
- 2019 De belofte van Pisa: Chanel
- 2024 Zussen: Ida Laarhoven (jong)
- 2024 Medisch Centrum West: José
- 2025 Bennie: Jules